# Витыня, Тамара
Тамара Витыня (латыш. Tamāra Vītiņa, в советский период Тамара Мартыновна Витынь; 14 марта 1921, Петроград — 29 декабря 1996) — латвийская артистка балета, балетмейстер и педагог. Заслуженный деятель искусств Латвийской ССР (1971).
В 1928—1932 гг. занималась в балетной студии Александры Фёдоровой в Риге, затем окончила балетную школу Латвийской национальной оперы (1940). В годы Второй мировой войны в эвакуации, в 1942—1943 гг. работала в латышском танцевальном ансамбле в Иваново, гастролировавшем по СССР и выезжавшем также на фронт. В 1943—1944 гг. совершенствовала своё мастерство в Московском хореографическом училище под руководством Марии Кожуховой.
В 1945—1962 гг. солистка Латвийского театра оперы и балета.
В 1963 г. дебютировала как хореограф, поставив одноактный балет Рингольда Оре «Радуга». Значительным событием стала осуществлённая Витыней совместно с Александром Лембергом постановка балета Олега Барскова «Золото инков» (1969) с Мартой Билаловой и Артуром Экисом в главных партиях, — эта постановка, «масштабная, эмоциональная, пластически выразительная», пользовалась большой популярностью.
В 1970 г. работала в таллинском театре «Ванемуйне», осуществив за год целую серию постановок: Витыней были переведены на язык балета «Послеполуденный отдых фавна» Клода Дебюсси, «Классическая симфония» Сергея Прокофьева, симфонические поэмы Рихарда Штрауса «Тиль Уленшпигель» и «Дон Жуан».
В 1948—1985 преподавала в Рижском хореографическом училище, в 1968—1978 гг. его директор.